# Вудлон (Кентаки)
Вудлон (енгл. Woodlawn) град је у америчкој савезној држави Кентаки.

## Демографија
По попису из 2010. године број становника је 229, што је 39 (-14,6%) становника мање него 2000. године.
| Група             | 2000.       | 2010.       |
| Белци             | 262 (97,8%) | 223 (97,4%) |
| Афроамериканци    | 1 (0,4%)    | 1 (0,4%)    |
| Азијати           | 0 (0,0%)    | 3 (1,3%)    |
| Хиспаноамериканци | 4 (1,5%)    | 0 (0,0%)    |
| Укупно            | 268         | 229         |